# Los Remedios (quartier de Séville)
Pour les articles homonymes, voir Remedios.
Los Remedios est un quartier de la ville andalouse de Séville, en Espagne. Il appartient au district de Los Remedios. Il doit son nom au couvent actuellement disparu de Carmelita de Los Remedios, mais dont l'église existe toujours : elle se trouve à la place de Cuba et abrite le musée du véhicule hippomobile (museo de carruajes),.
Il compte 25 489 habitants. Le développement du quartier a débuté dès 1920, grâce notamment à la construction en 1929 (dans le contexte de l'Exposition ibéro-américaine) du pont Alphonse XIII et, deux ans plus tard, du pont de San Telmo, les deux reliant le quartier au centre historique de la ville. Depuis, il n'a cessé de se développer, notamment dans les années 1970 avec la création du parc de los Principes et avec son extension en direction du sud, où se trouve actuellement le site de la Feria de Abril.

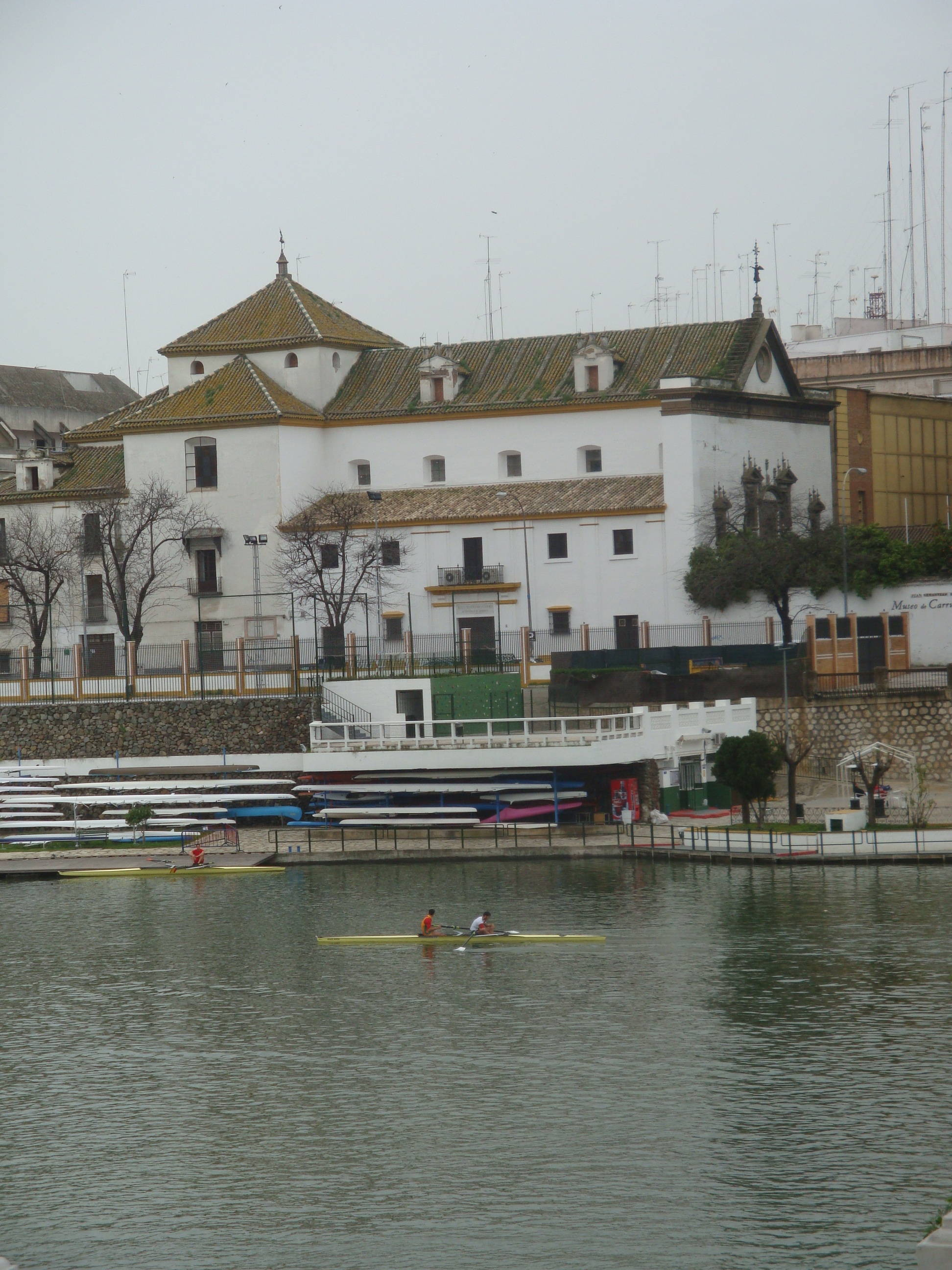
L'église qui abritait le couvent de Carmelita de Los Remedios, actuel musée du véhicule hippomobile